# Sicyos
Genre
Classification APG III (2009)
Sicyos est un genre de plantes à fleurs de la famille des Cucurbitaceae.

## Espèces
- Sicyos albus (H. St.John) I. Telford
- Sicyos angulatus L.
- Sicyos anunu (H. St.John) I. Telford
- Sicyos collinus BL Rob. & Fernald
- Sicyos cucumerinus A. Gray
- Sicyos erostratus H. St. John
- Sicyos glaber Wooton
- Sicyos herbstii (H. St.John) I. Telford
- Sicyos hillebrandii H. St. John
- Sicyos hispidus Hillebr.
- Sicyos laciniatus L.
- Sicyos lanceoloideus (H. St.John) WL Wagner & DR Herbst
- Sicyos lasiocephalus Skottsb.
- Sicyos lobatus Michx.
- Sicyos macrophyllus A. Gray
- Sicyos maximowiczii Cogn.
- Sicyos microphyllus Kunth
- Sicyos oreganus Torr. & A. Gray
- Sicyos parviflorus Willd.
- Sicyos semitonsus H. St. John
- Sicyos waimanaloensis H. St. John